# Camille Belhache
Camille Belhache est un joueur français de volley-ball né le 23 septembre 1985 à Saint-Lô (Manche). Il mesure 1,97 m et joue central.

## Clubs
| Club                         | Pays   | De        | À         |
| ---------------------------- | ------ | --------- | --------- |
| Stade Poitevin               | France | 2004-2005 | 2005-2006 |
| Cambrai Volley-Ball          | France | 2006-2007 | 2007-2008 |
| AL Canteleu-Maromme          | France | 2008-2009 | 2009-2010 |
| Saint-Brieuc CAVB            | France | 2010-2011 | 2010-2011 |
| Plessis-Robinson Volley-ball | France | 2011-2012 | 2011-2012 |
| Stade Poitevin Volley Beach  | France | 2012-2013 | …         |